# Atrichum ligulatum
Atrichum ligulatum là một loài Rêu trong họ Polytrichaceae. Loài này được (Mitt.) Mitt. mô tả khoa học đầu tiên năm 1859.